# Adonai Escobedo
Adonai Escobedo González (Aguascalientes, México - 21 de julio de 1987) es un árbitro de fútbol mexicano, internacional desde 2019 y de la Primera División de México.

## Torneos de selecciones
Ha arbitrado en los siguientes torneos de selecciones nacionales:
- Campeonato Sub-17 de la Concacaf de 2019 en Estados Unidos
- Copa de Oro de la Concacaf 2019
- Liga de Naciones Concacaf
- Copa Mundial de Fútbol Sub-17 de 2019 en Brasil[2][3]

## Torneos de clubes
Ha arbitrado en algunos partidos en los siguientes torneos de internacionales de clubes:
- Liga Concacaf